# Grégoire (cousin d'Artabanès)
Pour les articles homonymes, voir Grégoire.
Grégoire (en latin : Gregorius) est un officier Byzantin d'origine arménienne du vie siècle, actif pendant le règne de l'empereur Justinien (527-565). Il est membre de la dynastie Arsacide d'Arménie et cousin du général impérial Artabanès. Les auteurs de Prosopography of the Later Roman Empire considèrent qu’il est, compte tenu de sa position, un homme remarquable (uir spectabilis).
Grégoire sert dans la préfecture du prétoire d'Afrique aux côtés d'Artabanès et est présent avec lui à Carthage au début de 546, lorsque ce dernier l'informe de son intention d'assassiner le rebelle byzantin d'origine vandale, Guntharic, qui a ordonné l'assassinat du gouverneur Aréobindus en mars de la même année. L'historien byzantin Procope de Césarée affirme que Grégoire a prononcé un discours motivant Artabanès à donner suite à sa mission et qu'il était présent la nuit de l'assassinat, survenu lors d'un banquet organisé par Guntharic lui-même.
Au cours de l'hiver 546/547, il fait partie du groupe de commandants subordonnés du général Jean Troglita, qui l'aident dans sa victoire décisive contre le chef berbère Antalas. Selon le poète épique Corippe, dans la bataille décisive des champs de Caton contre les chefs berbères Antalas et Carcasan, Grégoire se trouvait entre Putzintulus et Geisirith avec des troupes ibériques, peut-être arméniennes. On ignore quelle position il a occupé dans cette confrontation, mais les auteurs de Prosopography en déduisent qu'il était toujours un homme remarquable.